# Hieracium flagellariforme
Hieracium flagellariforme là một loài thực vật có hoa trong họ Cúc. Loài này được G. Schneid. mô tả khoa học đầu tiên.